# 亞美尼亞交通
本文概述亞美尼亞的交通概況。

## 鐵路
亞美尼亞國內鐵路全長825 km（513 mi）。亞美尼亞的鐵路規矩是寬軌，為1,520毫米（4英尺11+27⁄32英寸）。首都葉里溫以南沒有鐵路交通。葉里溫有亞美尼亞唯一的捷運系統。亞美尼亞有開往鄰國喬治亞的國際列車，但一些開往其他鄰國的國際列車則由於政治原因暫停開行。

## 公路
至2010年年底，亞美尼亞國內有近45萬輛汽車。亞美尼亞國內公路全長7700公里。

## 機場
亞美尼亞全國共有11個機場，但只有葉里溫機場和希拉克機場用於商業用途。